# Mas Galceran (Sant Miquel de Fluvià)
El Mas Galceran és un mas situat al municipi de Sant Miquel de Fluvià, a la comarca catalana de l'Alt Empordà.